# Ordino
Ordino é uma paróquia (ou freguesia) do noroeste do coprincipado de Andorra, com 3.309 habitantes. Sua capital é a cidade de Ordino. 

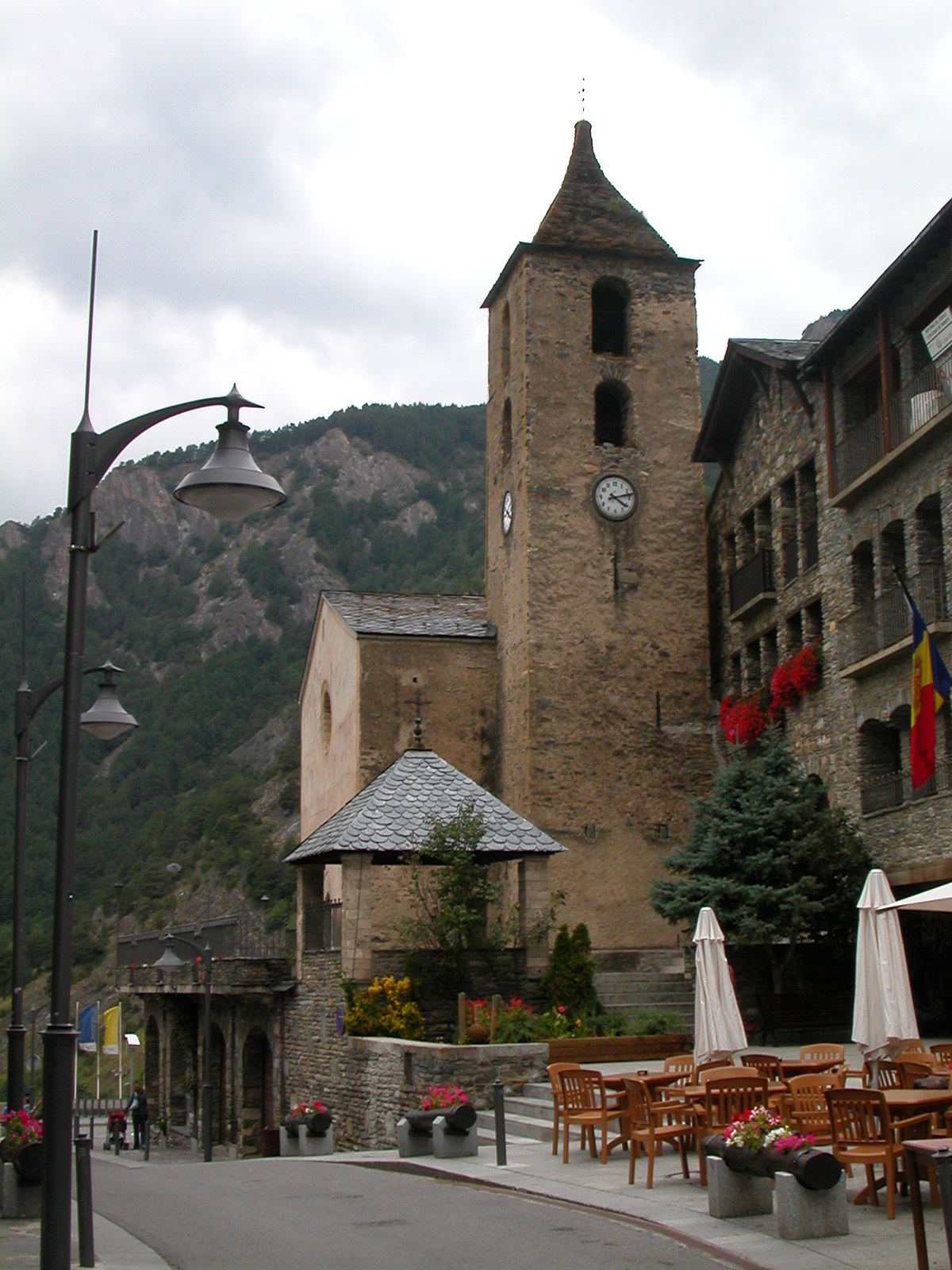
Praça Maior

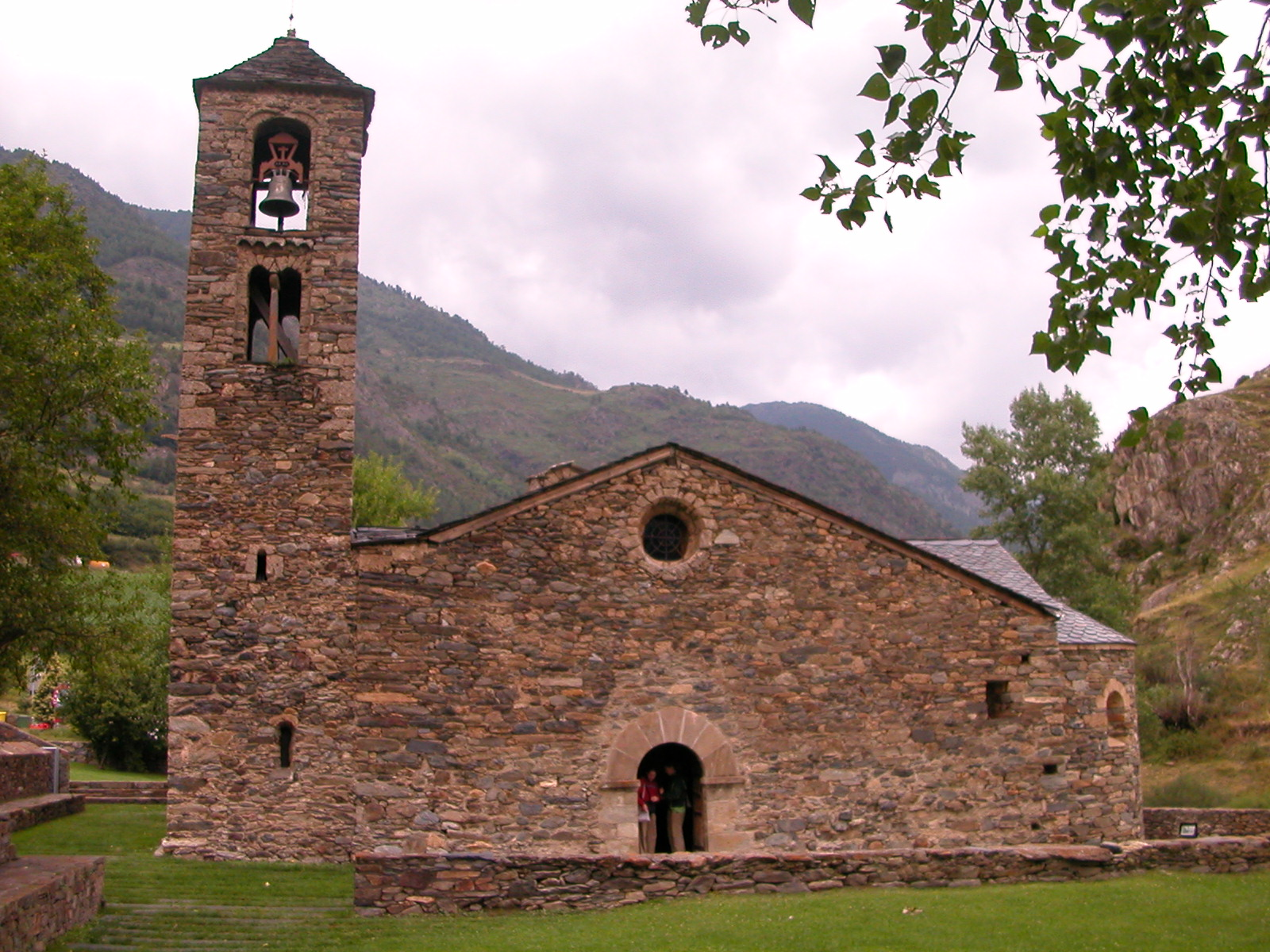
Edifício histórico de Sant Martí

## Património
- Igreja de Sant Martí de la Cortinada (Bem de Interesse Cultural)